# Ibiquera
Ibiquera este un oraș în statul Bahia (BA) din Brazilia.